# Липац
Липац је насељено мјесто у граду Добој, Република Српска, БиХ. Према прелиминарним подацима пописа становништва 2013. године, у Липцу је живјело 1.246 становника.

## Географија
Липац је удаљен 5 km југоисточно од Добоја и налази се на обронцима планине Озрен, на десној обали ријеке Босне, између насеља Суво Поље, Стријежевица и Придјел Доњи. Насеље карактеришу брежуљкасти терени испресјецани мањим потоцима због чега је Липац подијељен на засеоке: Брђане, Бјелићи, Варош, Николићи, Вртлићи, Јошава и Зарићи. Због карактеристичног терена на коме са налази у насељу Липац постоје извори квалитетне воде. Најпознатији су "Точкић" у засеоку Николићи и "Лексина вода" у засеоку Вртлићи. У близини Липца налази се вјештачко језеро Горанско.

## Клима
На климатске услове који владају на овим просторима највише утиче сјеверни перипанонски дио, који припада умјерено-континенталном панонском појасу, а то значи да су љета топла а зиме умјерено хладне, док просјечна годишња температура износи 10 °C. Падавине су углавном распоређене, а најинтензивније су у периоду мај – јун. Просјечно остварена количина падавина креће се од 1000 – 1100 mm/m².

## Историја
Нема поузданих података по чему је ово насеље добило назив „Липац“. Постоје тврдње да је насеље добило назив по мирисним липама којих је некада било у изобиљу. У насељу Липац постоје чудни монолити чије порекло нико не зна. Монолити се налазе у засеоку Николићи на ливади "Катуниште".

## Култура

### Храм Свете мученице Недеље
У насељу се налази храм Српске православне цркве посвећен Светој мученици Недељи. Идеја за изградњу цркве у Липцу је потекла је од мјештана у јесен 1993. године. Освећење темеља цркве је обавио владика зворничко-тузлански Василије 22. новембра 1994. Подизање зидова и крова је завршено 1997. Храм је по завршетку изградње освештао владика Василије 16. јула 2010. У дворишном кругу цркве налази се парохијски дом, капела, црквена зграда, спомен костурница и партизанско гробље.

### Споменик
На Петровдан 1999. године поред цркве откривен је споменик на којем су исписана имена погинулих бораца Војске Републике Српске и цивила из Липца у рату 1992–1995. године.

## Образовање
У Липцу се налази Основна школа „Свети Сава“. Школа је подручна и припада основној школи „Свети Сава“ Добој. У школи се школују ђаци од 1-4 разреда и зграда има двије учионице са мјешовитим разредима. У њој се налазим и матична канцеларија.

## Привреда
Становници се углавном баве пољопривредом, воћарством, сточарством, пчеларством и експлоатацијом шума. Због положаја Липца на највећем жељезничком чвору у Српској, већина становника ради у предузећу Жељезнице Републике Српске. У Липцу постоје два каменолома где се експлоатише кречњак.

## Туризам
У насељу се налази угоститељски објекат „Национална кућа“. Објекат је украшен старинама попут лупаче, рала, секире, уџере на отвореном огњишту, а испод сача се припремају домаћа јела озренског краја.

## Становништво
| Националност       | 2013. | 1991. | 1981. | 1971. | 1961. |
| Срби               |       | 969   | 877   | 1.007 |       |
| Југословени        |       | 29    | 109   | 22    |       |
| Хрвати             |       | 11    | 5     | 15    |       |
| Муслимани          |       | 2     | 1     | 18    |       |
| Црногорци          |       |       |       | 1     |       |
| Македонци          |       |       |       | 1     |       |
| Словенци           |       |       |       | 1     |       |
| Мађари             |       |       | 1     | 1     |       |
| остали и непознато |       | 11    | 10    | 4     |       |
| Укупно             | 1.246 | 1.022 | 1.003 | 1.070 | 1.060 |

| Демографија | Демографија | Демографија |
| Година      | Становника  | Становника  |
| ----------- | ----------- | ----------- |
| 1948.       | 682         |             |
| 1953.       | 798         |             |
| 1961.       | 1.103       |             |
| 1971.       | 1.070       |             |
| 1981.       | 1.003       |             |
| 1991.       | 1.022       |             |
| 2013.       | 1.246       |             |

## Знамените личности
- Обрен Петровић, српски политичар и бивши градоначелник града Добоја.
- Александар Ђурић, бивши фудбалер.[3]